# Hjortetunge
Hjortetunge (Asplenium scolopendrium) er en bregne med urteagtige og dog stedsegrønne blade, der danner en grundstillet roset. Planten er ret sjælden som vildtvoksende i Danmark, men bliver dyrket som skyggeplante i haverne.

## Kendetegn
Hjortetunge er en flerårig, stedsegrøn staude med bladene siddende i en grundstillet roset. Hvert bladt er elliptisk med hel og bølget eller svagt tandet rand. Bladstilken er lang og delvist dækket af brunlige hår. Bladets overside er blank og mørkegrøn, mens undersiden er lysere og grågrøn. Da planten er en bregne, har den ingen blomstring. I stedet dannes der i løbet af sommeren en stort antal sporehuse på bladenes underside, hvor de forløber vinkelret fra randen og et stykke ind mod midterribben. I begyndelsen er de lysegrønne, men ved modningen bliver de chokoladebrune.
Rodsystemet består ef en knudeformet stængelknold, hvorfra hovedroden og de mange, fine siderødder udgår.
Planten når en højde på ca. 30 cm, mens bladrosetten bliver ca. 35 cm i diameter

## Hjemsted
Hjortetunge er naturligt udbredt i Makaronesien, Nordafrika, Mellemøsten, Kaukasus, Russisk Fjernøsten, Kina, Japan, Korea, Nordamerika og næsten hele Europa. I Danmark er arten sjælden og opført på Rødlisten fra 1997. Dvs. at den er fredet og hverken må opgraves eller indsamles. Ifølge Naturstyrelsen findes den nu kun på tre steder: Det er 2 steder i Vestjylland og et på Tunø i Kattegat. Arten er knyttet til skyggede voksesteder med en vedvarende fugtig jord, som er kalkholdig. Ved den vestlige udkant af Dartmoorheden findes en smal og dyb kløft, Lydford Gorge. Her er der konstant fugtigt og samtidig også en høj luftfugtighed, og her findes arten i mængder sammen med bl.a. Almindelig Ask, Almindelig Bingelurt, Almindelig Engelsød, Almindelig Hassel, Almindelig Hvidtjørn, Hvid Anemone, Kambregne, Rams-Løg, Skov-Jordbær, Stilk-Eg og Stor Frytle

## Variant
Asplenium scolopendrium var. americanum er en sjælden og fredet amerikansk variant af Hjortetunge. De ydre kendetegn er kun ganske lidt forskellige, men de nordamerikanske populationer er tetraploide, mens populationerne i Eurasien er diploide.

## Galleri
|  |  |  |  |